# Carl-Michael Herlöfsson

Carl-Michael Herlöfsson (n. Malmö; 25 de agosto de 1962) es un músico, productor musical y compositor sueco. Junto con Jacob Hellner forman el dúo Bomkrash Productions, que ha producido a artistas como Papa Dee, Just D, Fläskkvartetten y Rammstein. Como compositor ha trabajado en la banda sonora de películas como:
- "Snapphanar" (2006, miniserie de televisión)
- "Quinze" (2006)
- "Storm" (2005)
- "Mongolpiparen" (2004)
- "Aspiranterna" (1998, serie de televisión)

También es responsable de los arreglos orquestales de la serie de televisión "Snapphanar" (2006) y de la mezcla de la música del corto de 2005 En god dag (título internacional A Good Day).